# Ken Loach
Kenneth Loach (født 17. juni 1936), kendt som Ken Loach, er en engelsk tv- og filminstruktør, kendt for sin socialrealistiske stil og socialistiske temaer. Han er kendt for sine arbejderklassefilm ligesom fx Mike Leigh.

## Filmografi

### Fjernsyn
- Z Cars (serie, 1962)
- Diary of a Young Man (1964)
- 3 Clear Sundays (1965)
- Up the Junction (1965)
- The End of Arthur's Marriage (1965)
- Coming Out Party (1965)
- Cathy Come Home (1966) (som Kenneth Loach)
- In Two Minds (1967)
- The Golden Vision (1968)
- The Big Flame (1969)
- The Rank and the File (1971) – del af Play for Today serien.
- After a Lifetime (1971)
- A Misfortune (1973)
- Days of Hope (mini-serie, 1975)
- The Price of Coal (1977)
- Auditions (1980)
- A Question of Leadership (1981)
- The Red and the Blue: Impressions of Two Political Conferences – Autumn 1982 (1983)
- Questions of Leadership (1983)
- The View From the Woodpile (1989)

### Spillefilm
- Stakkels ko (1967)
- Kes (1969, som Kenneth Loach)
- The Save the Children Fund Film (1971)
- Familieliv (1971)
- Black Jack (1979)
- The Gamekeeper (1980)
- Looks and Smiles (1981, som Kenneth Loach)
- Which Side Are You On? (1984)
- Fatherland (1986)
- Hidden Agenda (1990, Filmfestivalen i Cannes: Juryens specialpris)
- Riff-Raff (1990)
- Raining Stones (1993, Filmfestivalen i Cannes Juryens specialpris)
- Ladybird Ladybird (1994)
- Land and Freedom (1995, FIPRESCI-prisen og Cannes Økumeniske pris)
- A Contemporary Case for Common Ownership (1995, kort dokumentarfilm)
- Carla's Song (1996)
- The Flickering Flame (1997, dokumentarfilm)
- My Name Is Joe (1998)
- Bread and Roses (2000)
- The Navigators (2001)
- Sweet Sixteen (2002)
- Et dristigt kys (2004)
- Tickets (2005, sammen med Ermanno Olmi og Abbas Kiarostami)
- Vinden der ryster kornet (2006, Den Gyldne Palme, Filmfestivalen i Cannes)
- Chacun son cinéma ou Ce petit coup au coeur quand la lumière s'eteint et que le film commence (2007, et afsnit, sammen med 33 andre instruktører)
- En fri verden (2007)
- Looking for Eric (2009)
- Route Irish (2010)
- The Angel's Share (2012)
- Jimmy's Hall (2014)
- I, Daniel Blake (2016) Palme d'Or, Cannes
- Sorry We Missed You (2019)
- The Old Oak (2023)